# Angelo Maria Quirini
Angelo Maria Quirini (Veneza, 30 de março de 1680 - Brescia, 6 de janeiro de 1755) foi um cardeal italiano do século XVIII.

## Biografia
Nasceu em Veneza em 30 de março de 1680, de uma ilustre e antiga família veneziana. O mais novo dos três filhos de Paolo Qurini e Cecilia Giustiniani. Foi batizado na freguesia de S. Maria Formosa com o nome de Girolamo. Seu pai, um tio paterno e seu avô materno foram procuradores de S. Marco. Seu sobrenome também está listado como Querini.
Ingressou na Ordem de São Bento Cassinese, Florença, professando em 1696; assumiu o nome de Ângelo Maria. Estudou grego, hebraico e matemática.
Ordenado em 24 de março de 1702. Professor de Sagrada Escritura em seu mosteiro, em 1705. Em 1710, fez uma viagem educacional pela Alemanha, Holanda, Inglaterra e França. Leitor de teologia na abadia de S. Crisogono di Zara, Dalmácia, República de Veneza. Ele foi para Roma no final de 1714 e nomeado Consultor da Sagrada Congregação do Índice e dos Ritos no mesmo ano. Nomeado abade de sua ordem em Florença. Encarregado pelo capítulo geral de sua ordem com a compilação dos Anais beneditinos; para isso, ele foi para Nápoles em 1716; devido a várias dificuldades, não foi autorizado a publicar o primeiro volume. Membro da comissão para a revisão dos livros litúrgicos gregos, 1718. Em 1722, voltou a Veneza e escreveu uma vida de São Bento.
Eleito arcebispo Corfu em 22 de novembro de 1723. Consagrado no 30 de novembro seguinte, em Roma, pelo cardeal Francesco Barberini, coadjuvado por Agostino Antonio Zacco, bispo de Treviso, e por Nicola Tedeschi, arcebispo titular de Apamea. Recebeu o pálio em 20 de dezembro de 1723. Ele foi a Roma para a visita ad limina em 1726.
Criado cardeal e reservado in pectore no consistório de 9 de dezembro de 1726; publicado no consistório de 20 de novembro de 1727; recebeu o gorro vermelho e o título de S. Agostino, em 22 de dezembro de 1727. Transferido para a diocese de Bréscia, com título pessoal de arcebispo, em 30 de julho de 1727. Em Bréscia fundou uma biblioteca na residência episcopal; completou a reconstrução da catedral, iniciada um século antes; erigiu uma escola em S. Eustáquio para os novos padres; providenciou excelentes professores para o seminário diocesano; e realizou visitas pastorais em todo o território diocesano. Optou pelo título de S. Marco, a 8 de março de 1728. Abade do mosteiro de Vangadiccia em 1728; ele ergueu seu seminário, construiu o altar-mor em mármore e renovou o seu pavimento. Participou do conclave de 1730, que elegeu o Papa Clemente XII.
Bibliotecário da Santa Igreja Romana, 4 de setembro de 1730 até sua morte. Participou da Controversia di Crema, que durou de 1732 a 1752, sobre o direito divino do povo de comungar durante a missa; a controvérsia agitou todo o mundo eclesiástico italiano. Abade commendatario de Leno, 1734. Participou do conclave de 1740, que elegeu o Papa Bento XIV. Protetor da Ordem de São Jerónimo, Congregação da Lombardia, 30 de setembro de 1740. Prefeito da Sagrada Congregação do Índice, agosto de 1740 até sua morte. Abade commendatario de Rosazzo, 1740. Abade commendatario de S. Stefano, Carrara, 1741. Optou pelo título de S. Prassede, conservando in commendam o título de S. Marco, a 11 de março de 1743. Em 1745 fundou a Biblioteca Queriniana, em Brescia, que ainda existe. Membro da Academia de Ciências de Viena, 1747. Membro da Academia de Ciências de Berlim, 1748. Membro honorário da Academia Russa de Ciências, desde 22 de novembro de 1748. Patrocinou as missões alemãs.
Os escritos de Cardeal Quirini incluem obras sobre liturgia e história da Igreja grega; uma vida do Papa Paulo II, justificando-o das calúnias de Platina; e a história de Corfù e de Brescia. Ele publicou as obras de Ss. Gaudêncio e Filastrio, do Beato Rampero e do Venerável Adelmanno, bispo de Brescia; bem como a de S. Efrém Sírio. Ele também publicou uma edição em cinco volumes da correspondência do cardeal Reginald Pole. Ele viveu uma vida pessoal modesta e frugal seguindo a regra de sua ordem religiosa. Contribuiu generosamente para o restauro das igrejas romanas de S. Marco, seu título; S. Gregório; S. Prassede; e S. Alessio. Ele também escreveu Commentarii historici de rebus pertinentibus, em três volumes; o primeiro, publicado na Bescia em 1749, era um livro de memórias ou autobiografia que cobria os acontecimentos até 1740; a isso seguiu Continuatio, em dois volumes, publicado postumamente em 1761.
Morreu em Brescia em 6 de janeiro de 1755, vítima de um acidente. Exposto e enterrado na catedral de Brescia, em frente ao altar-mor. Seu túmulo tem uma breve inscrição que ele mesmo compôs.